# Wladimir Grigorjewitsch Sutejew
Wladimir Grigorjewitsch Sutejew (russisch Владимир Григорьевич Сутеев; * 5. Juli 1903 in Moskau; † 10. März 1993 ebenda) war ein russischer Kinderbuchautor.
Der Sohn eines Arztes studierte an der Filmhochschule Moskau und arbeitete zunächst als Zeichner, später auch als Drehbuchautor und Regisseur an fast 50 Trickfilmen mit. Nach einer Zeit als Soldat im Zweiten Weltkrieg begann er, Kinderbücher und Kinderzeitschriften zu schreiben und zu illustrieren. Seine Bücher wurden in etwa 40 Sprachen übersetzt.

## Werke
- Doktor Aibolit und seine Tiere. LeiV, Leipzig 1999, ISBN 3-89603-033-7.
- Hasengeburtstag. LeiV, Leipzig 1998, ISBN 3-89603-018-3.
- Das Krokodil am Telefon. LeiV, Leipzig 1996, ISBN 3-928885-39-1.
- Lustige Geschichten. LeiV, Leipzig 1994, ISBN 3-928885-14-6.